# Scybalocanthon zischkai
Scybalocanthon zischkai là một loài bọ cánh cứng trong họ Bọ hung (Scarabaeidae).